# Charles Triébert
Charles Louis Triébert (Parigi, 31 ottobre 1810 – 18 luglio 1867) è stato un oboista francese.

## Biografia
Studiò presso il Conservatorio di Parigi. Fu musicista presso il Théâtre des Italiens e l'Orchestre de la Société des Concerts du Conservatoire.
All'Esposizione di Parigi del 1855 Triébert vinse la medaglia per l'adattamento del sistema Boehm per oboe e fagotti.
Nell'aprile 1863 Triébert succedette a Stanislas Verroust come professore di oboe al Conservatorio di Parigi.